# Trollius macropetalus
Trollius macropetalus är en ranunkelväxtart som först beskrevs av Eduard August von Regel, och fick sitt nu gällande namn av Friedrich Schmidt. Trollius macropetalus ingår i släktet smörbollssläktet, och familjen ranunkelväxter. Inga underarter finns listade i Catalogue of Life.